# Strenger Gruppe
Die Strenger Holding GmbH ist ein eigentümergeführtes Immobilienunternehmen mit Schwerpunkt Wohnungsbau. Neben dem Stammsitz in Ludwigsburg unterhält Strenger Standorte in München, Frankfurt am Main und Hamburg. Die drei Kerngeschäftsbereiche sind der Bau von Eigentumswohnungen im gehobenen Segment, seriell gebaute Mehrfamilien- und Reihenhäuser unter der Marke Baustolz sowie der Quartiers- und Mietwohnungsbau.

## Geschichte
Karl Strenger hat das Unternehmen 1982 gegründet und mit seiner Frau Ingrid Strenger aufgebaut. 1984 erfolgte der Bau der ersten Eigentumswohnungen in Freiberg am Neckar. 2007 gründete Strenger die Tochterfirma Baustolz, die preisbewusste Mehrfamilien- und Reihenhäuser in serieller Bauweise realisiert. 2014 trat Strengers Tochter Lis Hannemann-Strenger ins Familienunternehmen ein. 2017 bündelte Strenger seinen Mietwohnungsbau in der neu gegründeten Tochterfirma Wohnstolz für wohnwirtschaftliche und gewerbliche Immobilien. 2020 übergab Karl Strenger den Vorsitz der Geschäftsleitung an seinen Schwiegersohn Daniel Hannemann. Karl Strenger sitzt heute dem Beirat der Firmengruppe vor. 2021 wurde der neu erbaute, mit einem Architekturpreis ausgezeichnete Firmensitz in Ludwigsburg bezogen.

## Produkte
Strenger hat drei Hauptgeschäftszweige. Die Produktmarke Baustolz steht für das serielle Bauen von schlüsselfertigen Reihenhäusern und Geschosswohnungen. Auf die Reihenhaus-Typen Valencia, Barcelona und Sevilla folgen seit einem Produkt-Relaunch im Jahr 2020 die optimierte Baustolz-Generation, die nach Musikarten benannt ist. Neben Jazz, Swing und Soul bietet der neue vierte Haustyp Hip Hop mit rund 95 m² Wohnfläche eine Alternative zur Wohnung für kleinere Familien, Paare oder Alleinstehende. Unter dem Namen Wohnstolz baut Strenger Mietwohnungen im Eigenbestand mit hausinterner Verwaltung inklusive gefördertem Mietwohnraum sowie Gewerbe. Als dritten Produktbereich erstellt Strenger Eigentumswohnungen im gehobenen Segment mit dem Claim Style und Design. Hierfür arbeitet das Unternehmen mit verschiedenen, teilweise weltweit bekannten Architekturpartnern zusammen.

## Projekte

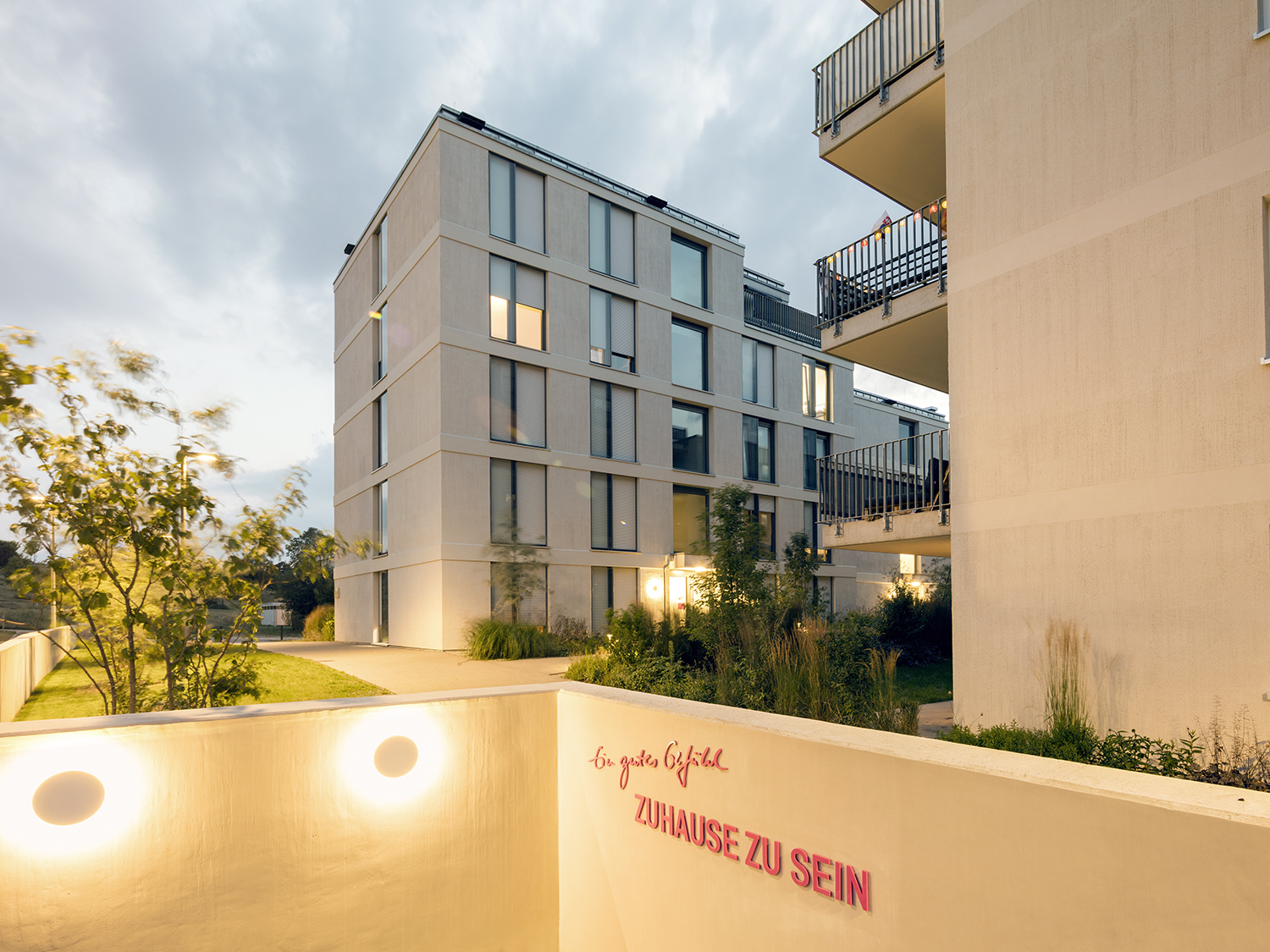
Strenger-Projekt „Baywa-Areal Zwanzig Zwanzig“

Bisher (Stand 2022) hat Strenger über 9.000 Einheiten an mehr als 300 Standorten realisiert. Große Quartiere mit über 100 Wohneinheiten wurden unter anderem in Poing, Augsburg-Oberhausen, Dornstadt bei Ulm, auf dem ehemaligen Ludwigsburger BayWa-Areal und in Butzbach errichtet.

## Arkadien-Konzept

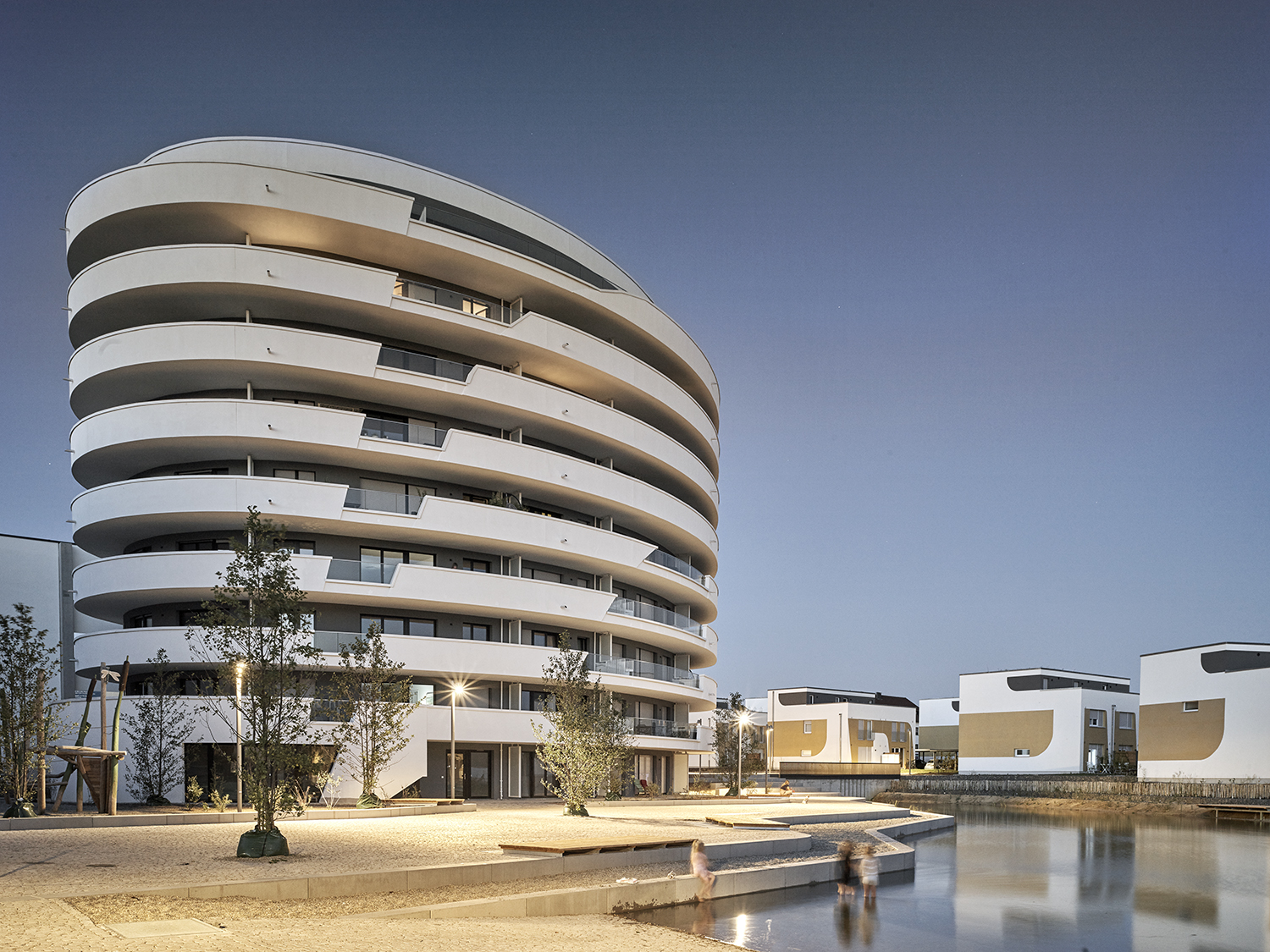
In Arkadien Ulm/Dornstadt wurden insgesamt 211 Wohnungen und Reihenhäuser realisiert.

Anfang der 2000er Jahre entwickelt Strenger ein Konzept für ganzheitlich geplante Siedlungen. Der Name bezieht sich auf den griechischen Arkadien (Mythos) und steht für ein Leben in Harmonie mit der Natur. Die Arkadien-Siedlungen zeichnen sich durch ganzheitliche Architekturkonzepte, eine nachhaltige und langlebige Bauweise sowie aufwendige Außenanlagen mit Wasserelementen aus und verstehen sich als moderne Interpretation der Gartenstadt-Idee. Das gemeinschaftliche Leben und der soziale Zusammenhalt der Bewohner werden bewusst gefördert, zum Beispiel durch Begegnungs- und Quartiersplätze, Gemeinschaftsräume, Urban Gardening oder Car- und Bikesharing-Angebote.
Die erste Arkadien-Siedlung entstand 2002 in Asperg bei Ludwigsburg und erhielt in den folgenden Jahren nationale und internationale Auszeichnungen. 2003 begann der Bau der zweiten Arkadien-Siedlung in Steinheim bei Ludwigsburg und 2007 das dritte Arkadien-Projekt in Winnenden. 2012 hat Strenger mit Arkadien Winnenden, welches im selben Jahr fertiggestellt wurde, den internationalen green dot award in der Kategorie Build – Ecological City gewonnen. Im Jahr 2016 wurde das Siedlungsprojekt Arkadien Poing bei München fertiggestellt. Es erhielt 2017 den Fiabci/BFW Sonderpreis für bezahlbares Bauen, der in Kooperation mit dem Bundesbauministerium ausgelobt wurde. Die fünfte und bislang größte Arkadien-Siedlung in Dornstadt bei Ulm wurde 2022 rund um einen 3000 m² großen künstlichen See fertiggestellt.

## Soziales Engagement
Die Gründungsfamilie Strenger bündelt ihr soziales Engagement seit 2001 in der Karl und Ingrid Strenger Stiftung. Sie setzt sich laut Satzung für die Bereiche Wohnungslosenhilfe, Kinder, Naturschutz und Bildung ein. Kernprojekt der Stiftung ist die Errichtung von Aufnahmehäusern für Wohnungslose. Bislang wurden zwei Häuser unter dem Projektnamen Heimstark in Ludwigsburg-Eglosheim und Stuttgart-Zuffenhausen errichtet. Strenger wurde für das Engagement mit verschiedenen Awards ausgezeichnet.
Karl Strenger wurde für seine Verdienste für die Universität Hohenheim 2003 die Ehrensenatorenwürde verliehen.